# Ottomar Madlé
Ottomar Friedrich Madlé von Lenzbrugg (7. ledna 1858 Opava – 29. prosince 1945 Vídeň) byl rakousko-uherský generál. Jako absolvent vojenské akademie sloužil v c. k. armádě od roku 1879, působil jako štábní důstojník u různých jednotek, uplatnil se také jako pedagog nebo úředník na ministerstvu války. Několik let byl velitelem větších jednotek u c. k. zeměbrany a nakonec velitelem divize ve Vídni. Za první světové války byl kvůli zdravotním potížím pověřován již jen podružnými úkoly, v roce 1917 nicméně dosáhl hodnosti polního zbrojmistra. Po zániku monarchie byl v armádě penzionován a od té doby žil v soukromí ve Vídni.

## Životopis
Studoval nejprve gymnázium v rodné Opavě, první vojenskou průpravu získal na kadetní škole v Sankt Pölten a v letech 1875–1879 studoval na Tereziánské vojenské akademii ve Vídeňském Novém Městě. Do armády vstoupil v roce 1879 jako poručík k 1. pěšímu pluku ve Vídni. V letech 1883–1885 si doplnil vzdělání na Válečné škole (K.u.k. Kriegsschule) ve Vídni a v hodnosti nadporučíka (1885) byl zařazen do sboru důstojníků generálního štábu. Poté sloužil u pěších brigád ve Štýrském Hradci a v Pljevlji, v letech 1888–1889 působil v hodnosti kapitána jako štábní důstojník u 15. armádního sboru v Sarajevu a v letech 1889–1894 byl úředníkem na 5. odboru ministerstva války. Poté sloužil v Linci a Otočaci, v letech 1895–1899 působil jako pedagog na Válečné škole a mezitím postupoval v hodnostech (major 1894, podplukovník 1897). V hodnosti plukovníka (1900) přešel na několik let k c.k. zeměbraně, byl velitelem 19. zeměbraneckého pěšího pluku ve Lvově a od roku 1903 vedl kurzy pro štábní důstojníky zeměbrany ve Vídni.
V roce 1906 byl povýšen do hodnosti generálmajora a převzal velení 25. zeměbranecké pěší brigády ve Vídni. V roce 1910 dosáhl hodnosti polního podmaršála a v letech 1910–1913 byl velitelem 25. pěší divize ve Vídni. V prosinci 1913 byl ze zdravotních důvodů přeložen do stavu záloh, ale na začátku první světové války znovu povolán do aktivní služby. Zastával však již jen podružné úkoly, v letech 1914–1915 byl přidělen k posádkovému velitelství ve Vídni. Kvůli zdravotním problémům vojsko znovu opustil koncem roku 1915 a od té doby žil v soukromí. K datu 10. srpna 1917 obdržel hodnost titulárního polního zbrojmistra, formálně byl v armádě penzionován až 1. ledna 1919. Dožil v soukromí ve Vídni, je pohřben na vídeňském Ústředním hřbitově. 

## Tituly a ocenění
V roce 1909 byl povýšen do šlechtického stavu s predikátem von Lenzbrugg. Během vojenské služby obdržel řadu vyznamenání v Rakousku-Uhersku i od zahraničních panovníků. V době Rakouské republiky se angažoval ve veřejném životě jako člen různých spolků a organizací, byl například čestným prezidentem Rakouského klubu turistů. 

### Rakousko-Uhersko
- Válečná medaile (1882)
- Bronzová vojenská záslužná medaile (1894)
- Jubilejní pamětní medaile (1898)
- Vojenský záslužný kříž III. třídy (1899)
- Řád železné koruny III. třídy (1905)
- Vojenský jubilejní kříž (1908)
- Stříbrná vojenská záslužná medaile (1909)
- rytířský kříž Leopoldova řádu (1912)

### Zahraničí
- Řád červené orlice II. třídy (1908, Německo)
- Řád pruské koruny I. třídy (1910, Německo)
- Řád dvojitého draka II. třídy (1911, Čína)
- Řád knížete Danila I. I. třídy (1913, Černá Hora)
- Řád Medžidie I. třídy (1917, Osmanská říše)